# The Lady of the Harem
The Lady of the Harem is een Amerikaanse avonturenfilm uit 1926 onder regie van Raoul Walsh. Destijds werd de film in Nederland uitgebracht onder de titel De bekoorlijke haremvrouw.

## Verhaal
De provincie Khorasan gaat gebukt onder de heerschappij van een boze sultan. Wanneer hij de schone Pervaneh laat schaken voor zijn harem, wil haar liefje Rafi haar terughalen. Hij leidt een opstand van misnoegde boeren en beraamt een aanval op het paleis. De sultan duikt onder in de stad en bereidt de tegenaanval voor.

## Rolverdeling
| Acteur              | Personage             |
| ------------------- | --------------------- |
| Ernest Torrence     | Hassan                |
| William Collier jr. | Rafi                  |
| Greta Nissen        | Pervaneh              |
| Louise Fazenda      | Yasmin                |
| George Beranger     | Selim                 |
| Sôjin Kamiyama      | Sultan                |
| Frank Leigh         | Jafar                 |
| Noble Johnson       | Tollenaar             |
| Daniel Makarenko    | Kapitein van de wacht |
| Christian J. Frank  | Legeraanvoerder       |
| Snitz Edwards       | Abdu                  |
| Chester Conklin     | Ali                   |
| Brandon Hurst       | Bedelaar              |
| Leo White           | Bedelaar              |